# Славонски Шамац
Славонски Шамац је насељено место и седиште општине у Бродско-посавској жупанији, Република Хрватска.

## Историја
До територијалне реорганизације у Хрватској налазио се у саставу бивше велике општине Славонски Брод.

## Становништво
На попису становништва 2011. године, општина Славонски Шамац је имала 2.169 становника, од чега у самом Славонском Шамцу 996.

## Попис1991.
На попису становништва 1991. године, насељено место Славонски Шамац је имало 1.295 становника, следећег националног састава:
| Попис 1991.‍   | Попис 1991.‍  | Попис 1991.‍ | Попис 1991.‍ | Попис 1991.‍ |
| ------------- | ------------ | ----------- | ----------- | ----------- |
|               |              |             |             |             |
| Хрвати        | Хрвати       |             | 1.146       | 88,49%      |
| Југословени   | Југословени  |             | 60          | 4,63%       |
| Срби          | Срби         |             | 27          | 2,08%       |
| Муслимани     | Муслимани    |             | 5           | 0,38%       |
| Мађари        | Мађари       |             | 1           | 0,07%       |
| Руси          | Руси         |             | 1           | 0,07%       |
| Словенци      | Словенци     |             | 1           | 0,07%       |
| неопредељени  | неопредељени |             | 10          | 0,77%       |
| регион. опр.  | регион. опр. |             | 1           | 0,07%       |
| непознато     | непознато    |             | 43          | 3,32%       |
| укупно: 1.295 |              |             |             |             |